# Кристешти (Холбока)
Кристешти (рум. Cristești) насеље је у Румунији у округу Јаши у општини Холбока. Oпштина се налази на надморској висини од 41 m.

## Становништво
Према подацима из 2011. године у насељу је живело 555 становника.